# Genetikcentrum

Genetikcentrum var ett forskningcentrum inom Sveriges lantbruksuniversitet (SLU) i Uppsala, beläget vid Genetikvägen intill Genetiska trädgården i Bäcklösa, väster om Ultuna och Dag Hammarskjölds väg. Genetikcentrum inrättades 1990 och invigdes 1991 och hyste institutionerna för växtbiologi, skogsgenetik och mikrobiologi, och där bedrevs bland annat forskning om växtförädling. I januari 2011 rapporterades att ägaren till Genetikcentrums lokaler, statliga Akademiska Hus, skulle sälja lokalerna till Real Option i Sverige AB och att en ny hyresgäst skulle bli Internationella Engelska Skolan. Under våren 2011 lämnade SLU lokalerna för att flytta till det nybyggda BioCentrum, en del av Campus Ultuna. Hösten 2011 öppnade Engelska skolan i före detta Genetikcentrums lokaler.

## Spionincidenten 2006
Vid Genetikcentrum verkade 2006 en rysk gästforskare som senare utvisades ur Sverige, anklagad för spioneri. Incidenten ledde till en smärre diplomatisk kris mellan Sverige och Ryssland.

## Källhänvisningar
1. 1 2 3  Propst, Mikael (26 januari 2011). ”Genetikcentrum säljs”. SLU. Arkiverad från originalet den 15 februari 2011. https://www.webcitation.org/5wW7wTBrP?url=http://www.slu.se/sv/om-slu/fristaende-sidor/aktuellt/alla-nyheter/2011/1/genetikcentrum-saljs/. Läst 15 februari 2011.
2. ↑  ”Detaljplan för Bäcklösa”. Samhällsbyggnadsförvaltningen, Uppsala kommun. 29 januari 2015. Arkiverad från originalet den 25 december 2017. https://web.archive.org/web/20171225203259/https://www.uppsala.se/contentassets/3f84f784b73c42438356f4a7bb2dfa30/ks-arende-6-detaljplan-for-norra-backlosa.pdf. Läst 25 december 2017.
3. ↑  ”Kungl. Skogs- och Lantbruksakademiens minnesord över ledamöter avlidna 2009–2010”. Kungliga Skogs- och Lantbruksakademien. Arkiverad från originalet den 26 december 2017. https://web.archive.org/web/20171226020940/http://www.ksla.se/wp-content/uploads/2016/01/Minnesord-2009-2010.pdf. Läst 25 december 2017.
4. ↑  ”Genetikcentrum, Uppsala : invigning 1991”. Not hämtad från bibliotekskatalogen Libris. http://libris.kb.se/bib/1256651. Läst 25 december 2017.
5. ↑  ”Engelska skolan öppnar i Uppsala”. Upsala Nya Tidning. 8 december 2010. Arkiverad från originalet den 26 december 2017. https://web.archive.org/web/20171226020653/http://www.unt.se/nyheter/uppsala/engelska-skolan-oppnar-i-uppsala-1151953.aspx. Läst 25 december 2017.
6. ↑  Sundelin, Anders (22 juni 2006). ”Biosponeri”. Fokus. Arkiverad från originalet den 30 maj 2012. https://web.archive.org/web/20120530001856/http://www.fokus.se/2006/06/biospioneri/. Läst 11 december 2012.